# Blye Pagon Faust
Blye Pagon Faust é uma produtora de cinema estadunidense. Venceu o Oscar de melhor filme na edição de 2016 pela realização da obra Spotlight, ao lado de Michael Sugar, Steve Golin e Nicole Rocklin.

## Filmografia
- Spotlight (2015)
- Fight or Flight (2003)
- Date Less (2000)
- Angst (1998)
- Date-Less (1998)